# ダナ・ブロツコバ
ダナ・ブロツコバ（Dana Brožková、1981年4月28日 - ）はチェコのオリエンテーリング選手。

## 実績

### ジュニア時代
2001年、ハンガリーのミシュコルツで開催されたジュニア世界選手権（JWOC）へ出場し、クラシック競技で金メダルを獲得、リレー競技ではチェコを準優勝へ導いた。

### シニア時代
はじめてヨーロッパ選手権（EOC）に出場したのは2002年、世界選手権（WOC）は2003年である。2006年にデンマークで開催されたWOCのロング競技で銅メダルを獲得と頭角を現すと、2年後の2008年に地元チェコで開催されたWOCでは同じくロング競技で優勝を果たす。翌2009年には、8年前にジュニア世界選手権を制したミシュコルツでのWOCミドル競技で優勝、前年のロング金メダルは地の利によるものだけでないことを示した。
所属クラブはスウェーデンのDomnarvets GoIFであり、2008年にVenlaリレーで優勝を果たした。なお、地元チェコのSC Jicinにも所属している。

## その他
- プラハ・カレル大学の大学院に通い、生物学と遺伝学を学んだ。
- 妹であるRadka Brožkováもチェコ代表経験のあるオリエンテーリング選手である。
- SALOMON社とnoname社がスポンサーについている。